# Anatole France (stacja metra)
Anatole France – stacja linii nr 3 metra  w Paryżu. Stacja znajduje się w gminie Levallois-Perret. Została otwarta 24 września 1937 r.